# José Miguel Vega Rodríguez
José Miguel Vega Rodríguez (Ceuta, 19 de dezembro de 1913 – 30 de maio de 1992) foi um oficial militar espanhol. Ele serviu em vários cargos, principalmente como Presidente do Conselho Supremo de Justiça Militar, Chefe do Estado-Maior do Exército e Diretor Geral da Guarda Civil. Além disso, ele serviu como o último governador colonial de Ifni.

## Biografia
Vega nasceu em Ceuta em 19 de dezembro de 1913. Filho do tenente-coronel Antonio Vega Montes de Oca, preso após a revolta de Sanjurjo em 1932, a família ficou em uma situação econômica precária, então Vega decidiu ingressar na infantaria como soldado voluntário em 1º de julho de 1932, tornando-se guarda civil de segunda classe em 24 de março de 1934. Em 25 de abril de 1934, ingressou no 18º Regimento da Guarda Civil, sediado em Córdoba, concretamente num posto rural em Moratella, na propriedade do Marquês de Viana. Entretanto, estudou ciências exatas com escassos meios e grande esforço na Universidade de Córdova (passando no primeiro ano e sendo o único aluno da universidade a obter nota excelente em análise matemática) e preparou-se para os exames de acesso à Academia Militar, conseguindo ingressar na Academia de Infantaria de Toledo a 20 de Janeiro de 1936, fazendo parte de uma promoção de oficiais que mais tarde seria conhecida como "promoção de quartel da Montanha".

### Guerra Civil
Em 15 de julho de 1936, Vega chegou a Cádiz em férias, vindo do quartel Montaña, em Madri, onde era estudante. Dois dias depois, em 17 de julho, ainda em Cádiz, foi surpreendido pelo golpe espanhol de julho de 1936 contra a Segunda República, que deu início à Guerra Civil Espanhola. Ele se apresentou ao 33º Regimento de Infantaria de Cádiz e lutou nessa unidade nacionalista até o final de abril de 1937, quando foi transferido para o III Tabor do 4º Grupo dos Regulares de Larache. Ele alcançou o posto de segundo-tenente em 28 de outubro de 1938, o posto de tenente provisório no mesmo ano e o posto de capitão provisório em 6 de maio de 1939.

### Segunda Guerra Mundial
Como capitão, durante a Segunda Guerra Mundial, em 1 de julho de 1941, Vega se juntou à Divisão Azul (em castelhano: División Azul; em alemão: Blaue Division), ou a 250ª Divisão de Infantaria da Wehrmacht Alemã, a unidade de voluntários espanhóis enviada para lutar ao lado das potências do Eixo contra a União Soviética na Frente Oriental. Em 1º de agosto de 1941, ele foi designado chefe da II Companhia do 250º Batalhão de Reserva Móvel. Durante essa campanha, ele foi promovido a comandante por méritos de guerra. Em 26 de outubro de 1942 ele retornou à Espanha.

### Período franquista

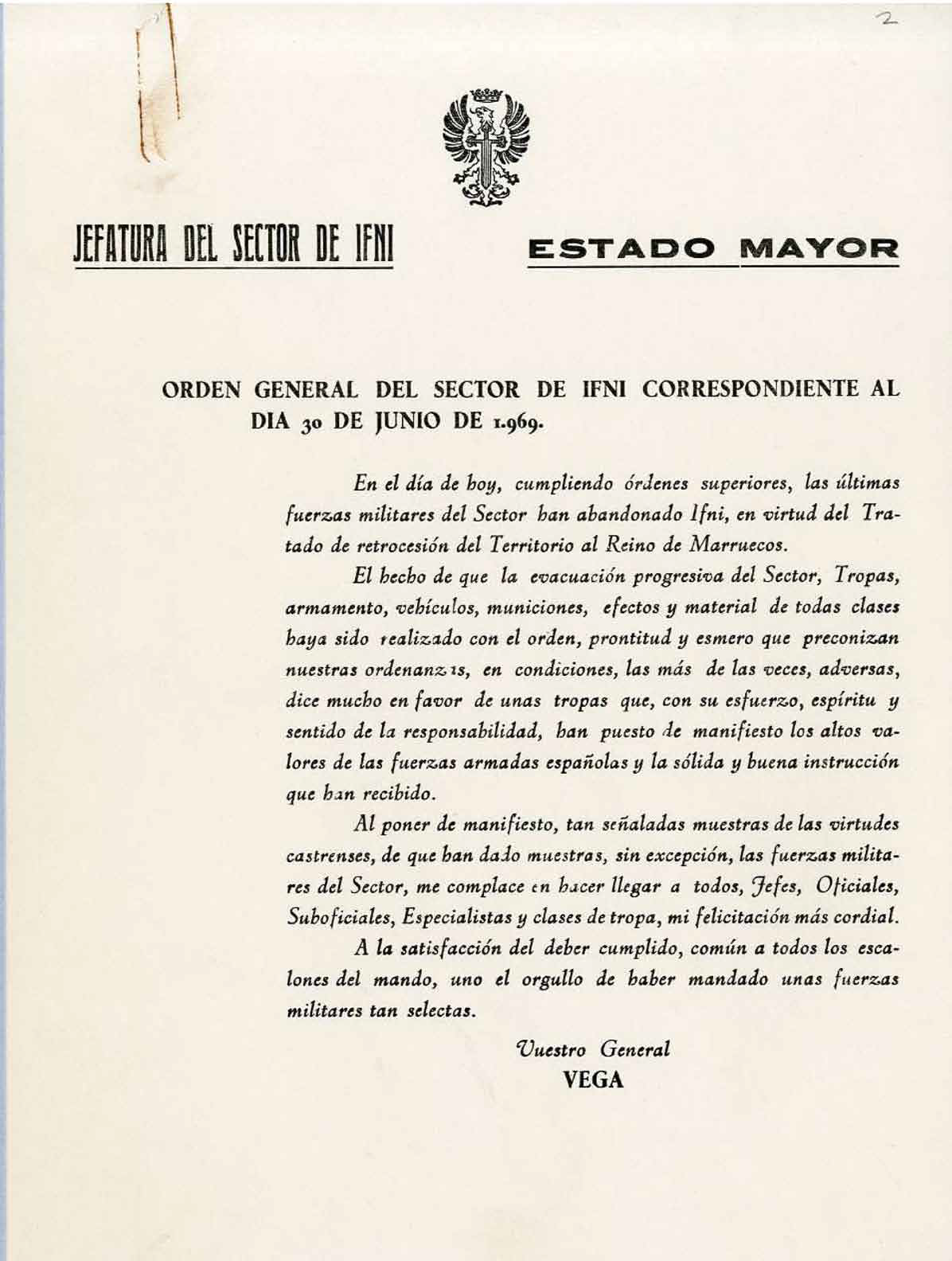
A última Ordem Geral do território de Ifni, emitida pelo General Vega em 30 de junho de 1969

Vega foi promovido a general de brigada em 1966 e a general de divisão em 1970. Até estas promoções ocupou, entre outros cargos importantes, o de coronel-chefe do Tercio Saariano "Alejandro Farnesio" IV da Legião Espanhola em Villa Cisneros (Saara Espanhol), o de chefe do Estado-Maior da VII Região Militar em Valladolid, o governador militar de Grã-Canária, bem como o governador de Ifni, sendo nomeado em 29 de maio de 1967. Enquanto esteve nesta posição, emitiu a última Ordem Geral do território e realizou o último arriamento da bandeira espanhola em Sidi Ifni, para a retrocessão da colônia a Marrocos em 30 de junho de 1969.
Ele também presidiu à cerimônia de retrocessão juntamente com o General Mohamed Oufkir, Ministro do Interior marroquino, na Plaza de España, em 1 de Julho de 1969. Após o acto de içar e arriar as bandeiras, o General Vega pronunciou as seguintes palavras: 
| “ | Senhor Ministro: É uma grande honra para mim representar o Governo Espanhol perante Vossa Excelência na cerimônia de transferência de Ifni para o Reino de Marrocos. Meu General, deixamos aqui o melhor da Espanha; nosso desejo e nossa preocupação sempre foram respeitar as crenças, os costumes e os hábitos do povo de Ifni e contribuir, na medida de nossas possibilidades, para o desenvolvimento cultural e econômico de sua população. Gostaria de registrar a cordial recepção que a Administração, as Forças Armadas e a população deram à Administração Marroquina e pedir a Vossa Excelência que ofereça a Sua Majestade Rei Hassan II a garantia de que encontrará entre os Baamaranis seus súditos mais fiéis e leais. A você, meu povo, quero dizer que sempre o terei em meu coração e que, se consegui, durante meu tempo à frente deste território, conquistar seu respeito e amizade, considerar-me-ei amplamente recompensado por meus esforços. Permita-me, Excelência, ser o primeiro a ecoar os tradicionais laços de amizade que unem os nossos povos e a gritar em sua homenagem: Viva Marrocos! | ” |

Ele também lecionou na Escola Superior do Exército, da qual se tornou diretor. Ele deu aulas de economia de guerra, direito internacional e organização militar. Na sua função docente, destaca-se o lado humanístico na formação de oficiais, tendo cursado dois anos de filosofia e literatura na Universidade de Granada. De fato, na primeira aula do VI Curso de Altos Comandos, na presença do Príncipe da Espanha (futuro Rei Juan Carlos I), ele proferiu uma conferência intitulada: "Filosofia e comando militar: superando as crises através dos tempos".
Foi promovido ao posto de tenente-general em 23 de fevereiro de 1973, posto com o qual foi nomeado Capitão-General da VII Região Militar, cargo que ocupou até 27 de abril de 1973, quando foi nomeado Presidente do Conselho Supremo de Justiça Militar.

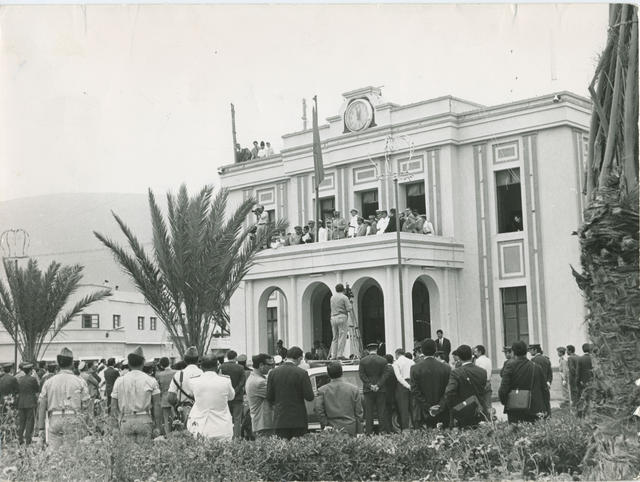
Cerimônia de retrocessão do território Ifni para Marrocos na Plaza de España, 1º de julho de 1969

Em 17 de maio de 1974, foi nomeado Diretor Geral da Guarda Civil, cargo que ocupou até 10 de outubro de 1975. A circunstância excepcional foi que, tendo ingressado na Guarda Civil em 1932 como guarda de patente inferior, 42 anos depois chegou ao comando mais alto. Durante seu período como Diretor Geral, ele era conhecido como "Guarda Vega". Após seu mandato, retornou ao cargo de Capitão-General da VII Região Militar.

### Transição
Em 18 de março de 1976, Vega deixou a Capitania Geral da VII Região Militar e foi designado para a I Região Militar como capitão general. Em 27 de abril de 1976, realizou-se a cerimônia de sua posse na sala do trono da Capitania-Geral da I Região Militar. Ao tomar a palavra, Vega fez um breve balanço da sua carreira militar e avaliou o passado, o presente e o futuro do exército, terminando com a seguinte reflexão: 
| “ | É bom lembrar que ideias não devem ser confundidas com ideais. Ideais devem ser como estrelas: elevados, permanentes, deslumbrantes, mas inatingíveis. Ideias são como água corrente, que precisa ser renovada para manter sua clareza. Permaneça fiel aos ideais ascendendo na escada das ideias, que é a chave para a evolução espiritual. | ” |

O Conselho de Ministros realizado em 13 de janeiro de 1977 nomeou-oChefe do Estado-Maior do Exército (JEME), que em breve seria integrado na nova estrutura militar da Junta de Chefes de Estado-Maior Conjunto (JUJEM), criada pelo Real Decreto-Lei 11/1977, de 8 de Fevereiro.
Na celebração da Páscoa Militar, em 6 de janeiro de 1978, ele fez um discurso perante o rei Juan Carlos I, no qual elogiou as capacidades militares de Enrique Líster e Juan Modesto, líderes do Exército Republicano Espanhol na Guerra Civil Espanhola. Isso causou expressões de surpresa e aborrecimento em alguns dos militares presentes, e fez com que o Tenente-General Carlos Iniesta Cano, que estava presente no evento em um lugar bem visível, fizesse o sinal da cruz. No final do evento, o que ele disse foi objeto de amplos comentários entre os presentes.
| “ | Mesmo do lado oposto ao nosso, houve pessoas que, talvez, se tivessem sentido o chamado desde cedo, teriam sido generais magníficos e talvez não tivessem pensado como pensavam, e me refiro a Modesto, Líster, etc., que sem dúvida tinham algumas dessas virtudes militares que a todos nós interessa ter, principalmente nas mais altas patentes. | ” |

Após fortes desentendimentos com Manuel Gutiérrez Mellado, então primeiro vice-presidente do governo e ministro da defesa, renunciou ao cargo em 17 de maio de 1978, constatando sua discordância com a política governamental de nomeações militares, na prática pouco respeitosa das carreiras profissionais dos generais, e também com a redução de funções da JUJEM, em virtude do Real Decreto 836/1978, de 27 de março.
O último cargo ativo que ocupou foi novamente o de presidente do Conselho Superior de Justiça Militar, que exerceu de 25 de agosto de 1978 a 20 de dezembro de 1979, data em que foi transferido para o grupo “Destino de Armas ou Corpo”, tendo atingido a idade de aposentadoria de 66 anos em 19 de dezembro de 1979.

### Democracia
Vega entrou na reserva ativa em 12 de outubro de 1982.
Por ocasião da celebração das bodas de ouro da promoção “Quartel de Montanha”, em 11 de abril de 1986, foi recebido em audiência pelo rei Juan Carlos I, juntamente com os restantes colegas de turma.
Em 30 de maio de 1992, faleceu no Hospital Militar "Generalísimo Franco" de Madrid, sendo sepultado no Cemitério de Mingorrubio.
Em 22 de maio de 1999, foi promovido postumamente ao posto honorário de General do Exército.

## Vida privada
O avô de Vega era contra-almirante da Marinha Espanhola e seu pai, Antonio Vega Montes de Oca, era um conhecido oficial militar que participou da revolta de Sanjurjo com a patente de tenente-coronel. Foi preso e internado no Castelo de Santa Catalina juntamente com outros oficiais militares, entre eles José Enrique Varela.
Foi um homem profundamente militar, liberal (embora se definisse como social-democrata), grande soldado, de extraordinária austeridade e com um profundo sentido de democracia. Era casado com María de los Ángeles Guillén Fernández e pai de dois filhos e uma filha (María Luisa Vega Guillén). Um de seus filhos morreu em um acidente de trânsito, uma tragédia difícil de superar, e o outro seguiu a tradição militar da família na infantaria (Fernando Vega Guillén).

## Condecorações
- Alemanha Nazista
  -   Cruz de Ferro, 1ª e 2ª Classe (1942)

- Espanha Franquista
  -  Cruz (com Condecoração Branca) de Mérito Militar, 3ª Classe (1961)[29]
  -  Cruz (com Condecoração Branca) de Mérito Naval, 3ª Classe (1964)[30]
  -  Grã-Cruz da Ordem Real e Militar de São Hermenegildo (1966)[31]
  -  Grande Oficial da Ordem da África (1968)[32]
  -  Grã-Cruz (com Condecoração Branca) do Mérito Aeronáutico (1969) [33]
  -  Grã-Cruz da Ordem do Mérito Civil (1969) [34]
  -  Grã-Cruz (com Condecoração Branca) do Mérito Militar (1972) [35]
  -  Grã-Cruz (com Condecoração Branca) do Mérito Naval (1974) [36]